# Orhei nationalpark

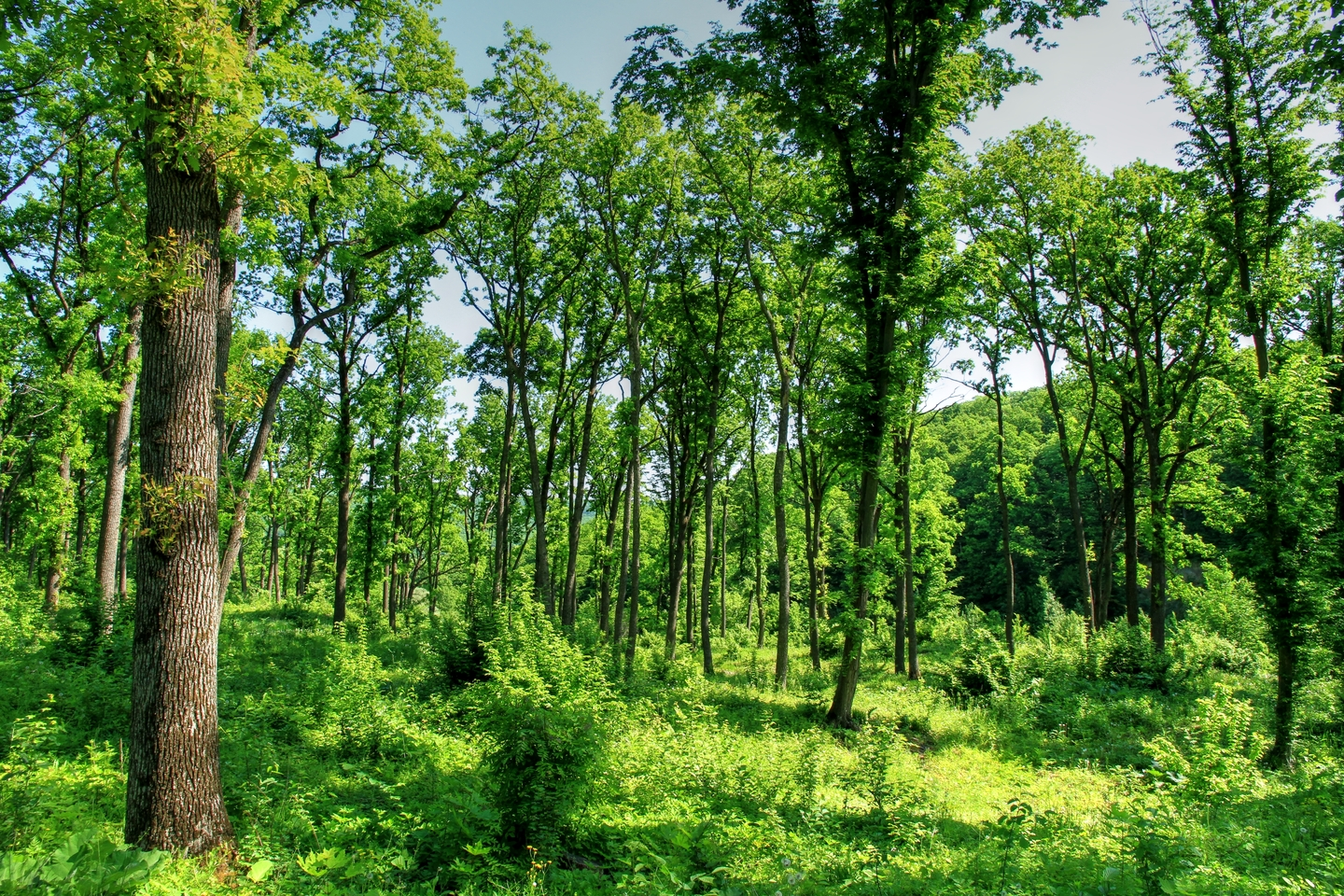
Skog i nationalparken

Orhei nationalpark är en nationalpark i Moldavien som inrättades 2013. Skyddsområdet sträcker sig över fyra rajon (Orhei, Călărași, Criuleni och Străşeni). Parkens yta är 338 km².
Parken inrättades för att skydda naturen, historiska platser och andra värdefulla objekt. Skyddsområdet har fyra zoner där den centrala zonen A har största skydd och den yttersta zonen D lägsta skydd. Delar av parken täcker sig med fornminnet Orheiul Vechi som upptogs på Moldaviens tentativa världsarvslista.